# Таунсенд, Джордж, 2-й маркиз Таунсенд
Джордж Таунсенд, 2-й маркиз Таунсенд (англ. George Townshend, 2nd Marquess Townshend; 18 апреля 1753 — 27 июля 1811) — британский пэр и политик, известный как лорд Феррерс из Чартли с 1770 по 1784 год и граф Лестер с 1784 по 1807 год.

## История и образование
Родился 18 апреля 1753 года. Старший сын Джорджа Таунсенда, 1-го маркиза Таунсенда (1724—1807), от его первой жены Шарлотты Комптон, 16-й баронессы Феррерс из Чартли и 7-й баронессы Комптон (? — 1770). Он был старшим братом лорда Джона Таунсенда, лорда Чарльза Таунсенда и племянником Чарльза Таунсенда. Он унаследовал титулы, принадлежавшие его матери после её смерти в 1774 году, и стал известен как лорд Феррерс из Чартли. Он получил образование в Итоне и колледже Святого Иоанна в Кембридже. Несколько лет служил в британской армии, получив звания корнета, лейтенанта и, наконец, капитана в 1774 году.

## Политическая карьера
Таунсенд получил повестку в Палату лордов в 1774 году. В 1782—1783, 1783—1797 годах он занимал должность капитана Корпуса офицеров почётного эскорта. Он был принят в Тайный совет в апреле 1782 года, а также являлся членом Комитета по торговле с 1784 по 1786 год. В 1784 году он был назначен графом Лестером по собственному праву. Его выбор титула был обусловлен тем фактом, что он был потомком по женской линии леди Люси Сидни, дочери Роберта Сидни, 2-го графа Лестера. (титул графа Лестера прервался в 1743 году). Позже он занимал должность мастера монетного двора в правительстве под руководством Уильяма Питта Младшего и Генри Аддингтона (1790—1794), служил в качестве генерального почтмейстера с 1794 по 1799 год и в качестве лорда-стюарда королевского двора с 1799 по 1802 год. В 1807 году он наследовал своему отцу титул 2-го маркиза Таунсенда.
Помимо своей политической карьеры, маркиз Таунсенд интересовался археологией и занимал пост президента Общества антикваров. Он также был членом Королевского общества и попечителем Британского музея.

## Семья

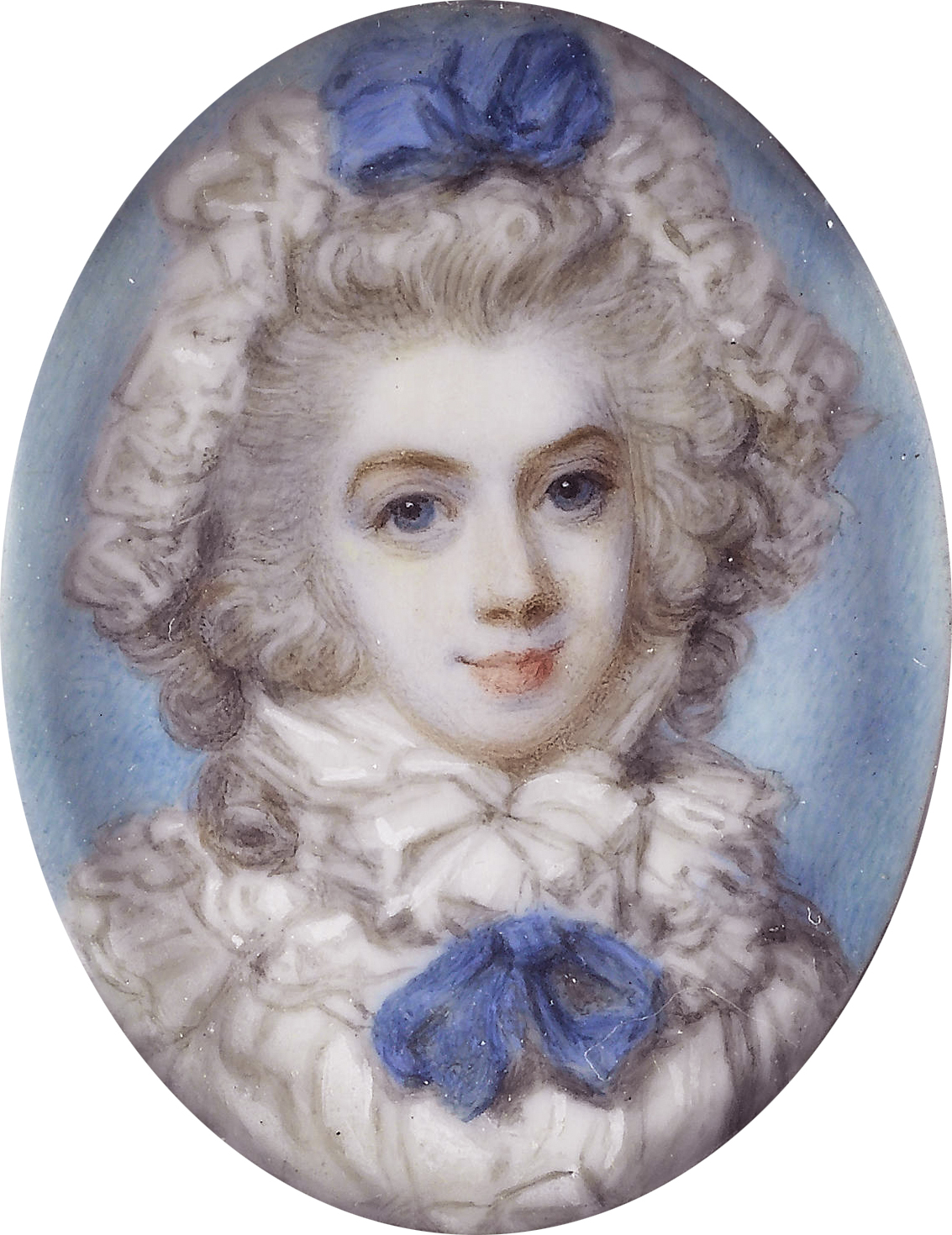
Шарлотта, баронесса де Феррес, затем графиня Лестер, художник — Ричард Косвей

24 декабря 1777 года лорд Таунсенд женился на Шарлотте Эллеклер (1755 — 2 февраля 1802), дочери Итона Мэйнуэринга-Эллеркера (1722—1771) и Барбары Диксон (1722—1804), которая приняла имя и герб Эллеркера Актом парламента 1750 года. У них было два сына и три дочери:
- Джордж Феррарс Таунсенд, 3-й маркиз Таунсенд (13 декабря 1778 — 31 декабря 1855), старший сын и преемник отца
- Леди Шарлотта Барбара Таунсенд (26 июня 1781 — 3 октября 1807), муж с 1805 года подполковник Сесил Бисшопп (1783—1813)
- Леди Гарриет Энн Таунсенд (23 мая 1782 — 1 июня 1845), муж с 1813 года Эдвард Феррерс (? — 1830)
- Лорд Чарльз Вер Феррерс Таунсенд[англ.] (16 сентября 1785 — 5 ноября 1853), женат с 1812 года на Шарлотте Лофтус (? — 1866), дочери генерала Уильяма Лофтуса и леди Элизабет Таунсенд
- Леди Элизабет Маргарет Таунсенд (1791 — 18 декабря 1868), муж с 1815 года Джозеф Мур Бултби (1791—1860).

Маркиза Таунсенд скончалась в феврале 1802 года. Маркиз Таунсенд скоропостижно скончался в июле 1811 года в возрасте 58 лет, и его титулы унаследовал его старший сын Джордж, который ранее был лишен наследства. После смерти последнего в 1855 году графство Лестер вымерло, в то время как маркизат перешел к его двоюродному брату Джону Таунсенду, сыну лорда Джона Таунсенда.